# Пискунов, Владимир Венедиктович
Влади́мир Венеди́ктович Пискуно́в (8 апреля 1941, Черемхово, Иркутская область, СССР — 5 октября 2024, Москва, Россия) — советский государственный и партийный деятель, российский предприниматель. Член КПСС; первый секретарь Мирнинского горкома КПСС. Депутат Совета Национальностей Верховного Совета СССР 11 созыва (1984—1989) от Якутской АССР. Народный депутат Якутии.

## Биография
Родился 8 апреля 1941 года в городе Черемхово Иркутской области.
В 1964 году окончил Иркутский политехнический институт, затем Хабаровскую высшую партийную школу, Институт повышения квалификации АНХ при СМ СССР.
Начал работать с 15 лет на шахте 5-БИС треста «Черемховоуголь».
С 1964 по 1991 годы жил в городе Мирный Якутской АССР, работал в объединении «Якуталмаз», в том числе 8 лет — генеральным директором, а также первым секретарём Мирнинского горкома ВЛКСМ, первым секретарём Мирнинского горкома КПСС.
В 1992—1996 годах — вице-президент АК «Алмазы России-Саха», в 1996—1997 годах — начальник управления по драгметаллам и драгкамням Министерства промышленности РФ.
В 1997—2001 годах — советник Председателя Совета Федерации Федерального Собрания РФ.
В дальнейшем — президент Ассоциации промышленников и предпринимателей России, вице-президент Российского союза промышленников и предпринимателей; член президиума Федерации товаропроизводителей России (ФТР).
C 2002 по 2006 годы — заместитель председателя Российской объединённой промышленной партии (РОПП).
Президент Российского алмазного союза.
Член Российской инженерной академии.
Умер 5 октября 2024 года в возрасте 83 лет в Москве, после продолжительной болезни. Похоронен рядом со своей матерью, в селе Покров, Подольского района.

### Публикации
- Пискунов В. В. Алмазный меридиан. — М.: ООО «Издательский дом «Полярный круг», 2001. — 288 с. — ISBN 5-901604-02-4.
- Пискунов В. В. Когда золото и алмазы «породнились» // Алмазная книга России. Книга 2: Алмазными тропами / сост. В. В. Рудаков, В. В. Пискунов. — М.: Горная книга, 2015. — С. 19—21. — 664 с. — ISBN 978-5-98672-405-8.

## Награды и премии
- Почётный гражданин Мирнинского района (1991)[3]